# Conventie over bepaalde conventionele wapens
De Conventie over bepaalde conventionele wapens van de Verenigde Naties is een kaderverdrag dat beoogt een verbod of beperking in te voeren van bepaalde conventionele wapens die buitensporig letsel veroorzaken of niet doelgericht ingezet kunnen worden. De onderhandelingen begonnen in september 1979 en werden op 10 oktober 1980 afgerond. Het verdrag werd op 10 april 1981 in Genève ondertekend en is op 2 december 1983 in werking getreden. De verdragstekst is opgesteld in het Arabisch, Chinees, Engels, Frans, Russisch en Spaans. De officiële en volledige benaming is in het Engels Convention on Prohibitions or Restrictions on the Use of Certain Conventional Weapons Which May Be Deemed to Be Excessively Injurious or to Have Indiscriminate Effects (CCW of CCWC). 
Het Verdrag betreft landmijnen, boobytraps, brandbommen, verblindende laserwapens en het opruimen van blindgangers.
Eind juli 2024 waren 128 staten bij het Verdrag aangesloten, sommige echter slechts voor een deel van de vijf protocollen. Staten moeten minstens twee protocollen ondertekenen om als partij te worden beschouwd.

## Protocollen
De conventie heeft vijf protocollen:
- Protocol I beperkt wapens die niet-detecteerbare fragmenten in het lichaam achterlaten
- Protocol II beperkt landmijnen en boobytraps (uitgebreid in 1996, in werking 3 december 1998); omdat dit protocol geen volledig verbod inhield, besloot een groep landen verder te gaan en dat werd de Ottawa-conventie (1997)
- Protocol III beperkt brandbommen en dergelijke wapens
- Protocol IV beperkt verblindende laserwapens (aangenomen op 13 oktober 1995 in Wenen)
- Protocol V bevat verplichtingen en aanbevolen praktijken voor het opruimen van explosieve oorlogsresten (aangenomen op 28 november 2003 in Genève).

## Andere voorstellen
Binnen de Conventie werden meerdere voorstellen neergelegd. In 2017 was er nog geen consensus over:
- het toevoegen van een nalevingsmechanisme waarbij partijen hun toezeggingen moeten nakomen
- het verbieden van grote calibers kogels
- beperkingen op anti-voertuigmijnen, meer bepaald een eis dat dergelijke mijnen zichzelf deactiveren
- het beperken van dodelijke autonome wapens.